# Meillerie
Meillerie ist eine französische Gemeinde im Département Haute-Savoie in der Region Auvergne-Rhône-Alpes.

## Geographie
Meillerie ist die nördlichste Gemeinde des Départements Haute-Savoie. Sie liegt auf 385 m, 18 Kilometer östlich der Stadt Thonon-les-Bains (Luftlinie). Das Dorf erstreckt sich im Chablais, am Südufer des Genfersees etwa gegenüber der schweizerischen Ortschaft Cully, am Nordfuß der Montagne de Mémises, die zu den Chablais-Alpen gehört.
Die Fläche des 3,91 km²  großen Gemeindegebiets umfasst einen Abschnitt am Südufer des Genfersees; die Seeuferlinie beträgt ungefähr dreieinhalb Kilometer. Das Seeufer ist in diesem Bereich an den meisten Orten sehr steil. Die Hänge, die teilweise von Felsbändern durchzogen werden, steigen markant an bis zur Terrasse von Thollon. Sie werden durch mehrere kurze Erosionsrinnen untergliedert. Mit 1000 m wird am Mont Chalon die höchste Erhebung von Meillerie erreicht. Die östliche Grenze verläuft entlang dem Ruisseau de Locum.
Zu Meillerie gehören die Weilersiedlungen Locum (386 m) an der Mündung des Ruisseau de Locum in den Genfersee und Les Plantets (549 m) auf einem Geländevorsprung oberhalb von Locum. Nachbargemeinden von Meillerie sind Saint-Gingolph im Osten, Thollon-les-Mémises im Süden sowie Lugrin im Westen.

## Geschichte

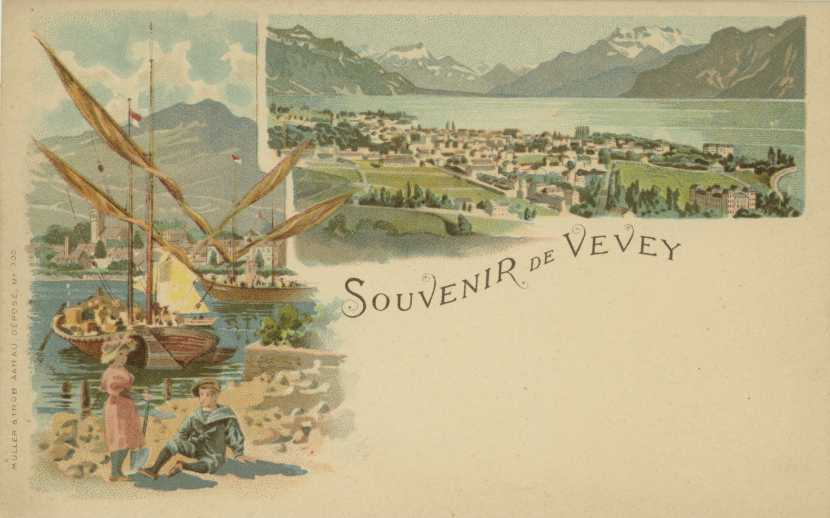
Transportbarken am Genfersee

Der Ortsname Meillerie, früher Meleria genannt, stammt vom spätlateinischen melarius (Apfelbaum) ab. Seit dem 12. Jahrhundert bildete der Ort eine selbständige Pfarrei.
Im 18. und 19. Jahrhundert lieferten die Kalksteinbrüche bei Meillerie große Mengen von Mauersteinen und Schotter, die in der Region vom Genfersee vielfältige Anwendung fanden. Mit schweren Lastkähnen, den Barques du Léman mit Segeln, gelangten bedeutende Mengen nach Genf, Lausanne, Vevey und zahlreichen anderen Orten. Die bereits behauenen Steine waren ein gefragtes Material für den Haus-, Brücken- und Mauerbau. Weil sich die Steinbrüche teilweise nicht direkt am Ufer befanden, mussten die Produkte mit Pferdewagen zum Hafen transportiert und dort von Hand und mit Schubkarren auf die Schiffe verladen werden. Am Zielort begann erneut das langwierige Ausladen an den Quais. Um 1870 wurde der Verladehafen von Meillerie ausgebaut.  Im Jahr 1902 gab es nur noch 150 mit dem Barkentransport beschäftigte Menschen und 53 Transportkähne.

## Sehenswürdigkeiten
Die mit dem Pfarrhaus über dem Dorf thronende Kirche enthält Bauteile aus dem 13. Jahrhundert (Chor); sie wurde später mehrfach verändert.

## Bevölkerung
| Jahr                       | 1962 | 1968 | 1975 | 1982 | 1990 | 1999 | 2009 |
| Einwohner                  | 333  | 282  | 320  | 258  | 305  | 280  | 315  |
| Quellen: Cassini und INSEE |      |      |      |      |      |      |      |

Mit 301 Einwohnern (Stand 1. Januar 2022) gehört Meillerie zu den kleinen Gemeinden des Département Haute-Savoie. Zu Beginn des 20. Jahrhunderts zählte Meillerie noch fast 1000 Einwohner, danach wurde durch starke Abwanderung eine Bevölkerungsabnahme um über 60 Prozent verzeichnet. Seit 1960 pendelt die Einwohnerzahl stets im Bereich zwischen 250 und 340 Personen.

## Wirtschaft und Infrastruktur
Meillerie lebte früher hauptsächlich von der Fischerei. Heute gibt es verschiedene Betriebe des lokalen Kleingewerbes. Östlich des Dorfes werden Kalksteinbrüche betrieben. Zahlreiche Erwerbstätige sind Wegpendler, die in den größeren Ortschaften der Umgebung, vor allem in Évian-les-Bains und Thonon-les-Bains, ihrer Arbeit nachgehen.
Die Ortschaft liegt an der Hauptstraße N5, die von Thonon-les-Bains entlang dem Seeufer nach Saint-Gingolph führt. Der 1886 eröffnete Bahnhof an der Bahnstrecke Léaz–Saint-Gingolph wird seit 1938 nicht mehr von Personenzügen bedient, eine Wiederaufnahme des Verkehrs ist bis 2015 allerdings vorgesehen.